# Piramida (geometrija)
Piramida je geometrijsko telo omejeno z osnovno ploskvijo in plaščem. Osnovna ploskev je poljuben n-kotnik, plašč pa je sestavljen iz trikotnikov, ki povezujejo osnovno ploskev s točko, ki jo imenujemo vrh piramide.
Stranice osnovne ploskve imenujemo osnovni robovi piramide. Vse ostale robove imenujemo stranski robovi.
Višina piramide je daljica, ki poteka od vrha do ravnine osnovne ploskve in je na to ravnino pravokotna.

## Vrste piramid
Piramida, ki ima za osnovno ploskev n-kotnik, je n-strana piramida.
Piramida, ki ima vse (osnovne in stranske) robove enako dolge, je enakoroba (tudi: enakorobna) piramida.
Pravilna piramida je piramida, ki ima za osnovno ploskev pravilni n-kotnik in ima vse stranske robove enako dolge.
Posebna primera pravilne piramide sta pravilni tetraeder (enakoroba tristrana piramida) in Johnsonova kvadratna piramida.
Pokončna piramida je piramida, ki ima vrh točno nad središčem osnovne ploskve. Za središče osnovne ploskve se pri tem po navadi vzame središče očrtane krožnice. Taka definicija pokončne piramide pomeni, da so vsi stranski robovi piramide enako dolgi. Žal središče očrtane krožnice ne obstaja vedno, zato nekateri matematiki za središče osnovne ploskve izberejo tudi kakšno drugo točko, npr. težišče. Posledično izraz pokončna piramida ni povsem enolično definiran.
Poševna piramida je piramida, ki ni pokončna.

## Formule
Prostornina piramide in prizme povezuje tretjinsko pravilo:
Prostornina piramide je tretjina prostornine prizme z enako osnovno ploskvijo in enako višino.
| Prostornina | 1/3 krat ploščina osnovne ploskve krat višina | V =1/3 S v |
| Površina    | ploščina osnovne ploskve plus plašč           | P = S + pl |